# 須田博光
須田 博光（すだ ひろみつ、1952年11月21日 - ）は、日本の元男性声優。群馬県出身。本名同じ。黒沢良アテレコ教室第1期生。
　

## 出演作品

### テレビアニメ
- けろっこデメタン（1973年、住人）

### 吹き替え
- 警察員サイモンロック（ジェフ[1]）
- ザ・マジシャン（イワン[1]）
- サンダーバード 劇場版（アラン・トレーシー）※テレビ版[1]
- ネーム・オブ・ザ・ゲーム（ボビー[1]）
- 廃墟の守備隊（クリル一等兵[1]）
- モンゴル第一騎兵隊（スウェンソン[1]）

### ボイスドラマ
- オリジナルボイスドラマ 収差 時の流れ（2019年、光野鏡輔[2]）